# Il valzer del moscerino
Il valzer del moscerino è un brano musicale scritto da Laura Zanin (testo) e Adriano Della Giustina (musica) e interpretato da Cristina D'Avena. La canzone si classifica al terzo posto, mancando la prima posizione per quattro punti, allo Zecchino d'Oro 1968.

## Descrizione
La canzone narra di un grazioso valzerino eseguito da un moscerino sul naso di Beppone, che è un uomo dormiente. Il valzer, accompagnato dalle note del vento, fa russare Beppone, ma finisce all'improvviso quando l'insetto viene scacciato da un gatto, che è un po' birbone e pazzerellone e gli ha graffiato il naso grosso.

## Pubblicazioni
Il brano è stato pubblicato nell'LP 10º Zecchino d'Oro assieme agli altri brani partecipanti alla decima edizione del festival e successivamente in altri singoli e raccolte dello Zecchino d'Oro.
La canzone gode di numerose cover ed è stata incisa nuovamente, sempre da Cristina D'Avena, nel 2006 come brano di apertura dell'album omonimo e nel 2022 in duetto con Orietta Berti nell'album 40 - Il sogno continua.
In televisione è stata riproposta dall'artista in varie occasioni: nel 1997 in Quaranta Zecchini d'Oro, nel 2007 in Gran galà dello Zecchino d'Oro e nel 2017 in 60 Zecchini.

## Certificazioni
Nel 2023, il brano musicale ottiene un disco d'oro per il numero di streaming ottenuti nelle apposite piattaforme digitali.